# Новоангарск
Новоангарск — поселок в составе Мотыгинского района Красноярского края, центр Новоангарского сельсовета.

## Географическое положение
Поселок расположен на левом берегу Ангары в 38 км от ее устья. Районный центр поселок Мотыгино расположен в 80 км на восток на правом берегу Ангары. Географическое положение поселка изменилось в 1978 г. Поселок перенесен на 7 км выше по течению Ангары, в связи с тем что основное рудное тело находились под Ангарой и старым поселком.

## Климат
Климат резко континентальный с коротким теплым летом и холодной продолжительной зимой. Максимальная температура воздуха в июле: +34°С, минимальная в январе: — 54°С. Среднегодовая температура изменяется в пределах от −1,1°С до −4,6°С, в среднем −2,8°С. Средняя максимальная температура наружного воздуха наиболее жаркого месяца: +25ºС. Средняя месячная температура наружного воздуха наиболее холодного месяца: −24ºС. Скорость ветра, вероятность которой составляет 5 %. Год — 6,1 м/с. Снежный покров ложится в середине октября и сходит в начале мая. Толщина снежного покрова достигает 1.5-2 метров. Глубина сезонного промерзания грунтов составляет около 2.0 метров.

## История
Поселок был основан в связи с открытием Горевского свинцово-цинкового месторождения в 1956 г. Сам поселок начал строиться в 1957 г. В 1968 году в поселок приезжают строители из Хакасии и с этого времени начинается строительство Горевского горно-обогатительного комбината.

## Экономика
Новоангарск — базовый поселок компаний ОАО «Горевский ГОК» и ООО «Новоангарский ГОК», которые занимаются добычей и обработкой свинцово-цинковых руд. Горевское свинцово-цинковое месторождение является одним из крупнейших в мире и обладает наиболее благоприятными с точки зрения освоения условиями среди месторождений Российской Федерации. Оно уникально не только по общим запасам свинца и цинка, но и по высокому содержанию свинца (до 6 % и выше). Запасы свинца составляют более 30 % от общероссийских, а цинка — около 2 %. В настоящее время Горевское месторождение разрабатывается горнодобывающим предприятием ОАО «Горевский ГОК». Объемы добычи составили в 2005 г. — 255,0 тыс.т; в 2006 г. — 323,0 тыс.т; в 2007 г. — 584,0 тыс.т., в 2008 г. — около 1000 тыс.т.

## Население
| 2010 |
| ---- |
| 1307 |

Постоянное население по переписи 2002 года было 1287 человек (русские 91 %).